# Longest F. Stein
Longest F. Stein (* 6. April 1953 in Dresden als Frank Stein; † 16. November 2023 in Berlin) war ein Ausstellungsgestalter, der besonders durch Ausstellungen im Bereich Fotografie bekannt wurde.

## Leben
Stein studierte in Dresden und zog 1978 nach Berlin. Nach kurzer Arbeit in einem Konstruktionsbüro leitete er von 1983 bis 1990 die Galerie im Kreiskulturhaus Treptow (KKH Treptow), die er zur Galerie Treptow umformte. 1990 zog er mit dem Ausstellungsprofil in das studio bildende kunst - berlin baumschulenweg um, wo die Galerie Treptow als eigene Abteilung weiter bestand. 1991 gründete er den Kunstförderverein Treptow e. V. und wurde 1995 Mitglied der Deutschen Gesellschaft für Photographie. Nach der Schließung des studio bildende kunst übernahm er von Mai 1998 bis Dezember 2003 die Leitung des Kunst- und Medienzentrums Adlershof. Dort entstanden im Wechsel mit Ute Tischler vorwiegend thematische Ausstellungen. 1999 wurde er in die Deutsche Fotografische Akademie berufen. Ab 2005 organisierte er Ausstellungsprojekte an verschiedenen Orten und war Kurator des Kunstfördervereins Treptow e. V.

## Kuratorische Arbeit
Longest F. Stein zeigte in der kommunalen Galerie Treptow vorwiegend junge Kunst und Künstler. Er „wühlte mit Erfolg in den Niederungen der Kommunikations- und Jugendkultur der DDR der 80er Jahre“, so urteilte rückblickend die Berliner Zeitung. In einer Zeit, in der in der DDR die Fotografie noch um ihre Anerkennung als Kunstform kämpfte, neue Kunstformen argwöhnisch beobachtet und Aktionskunst von staatlicher Seite kaum geduldet wurde, schuf er ein Podium für genau diese Kunstform. Zahlreiche seiner Ausstellungen kamen Skandalen gegen die DDR-Obrigkeit gleich. „Joseph W. Hubers Ausstellung 1984 wurde vor Eröffnung geschlossen, Gundula Schulzes Auftritt peinlich genau von den wachsam besorgten Organen protokolliert.“ Im Magazin Bildende Kunst 1989 wurde Steins Arbeit unter dem Titel Ein Kaktus im Blumenbeet wie folgt beschrieben:

„Seit fünf Jahren offeriert die Galerie Treptow im Kreiskulturhaus des Stadtbezirkes kontinuierlich Werke junger Kunstproduzenten. Im monatlichen Wechsel bietet das Einmann-Unternehmen vor allem Fotografen die Möglichkeit, mit ihren Arbeiten einer interessierten Öffentlichkeit zu begegnen. Treptows Bedeutung für die Profilierung junger Künstler und die Präsentation experimenteller Arbeiten im Bereich der Fotografie bleibt auch nach der Einrichtung einer Spezialgalerie am Helsingforser Platz in Berlin unbestritten. Mit Debütausstellungen von Tina Bara, Christiane Eisler, Jens Rötzsch oder Maria Sewcz, um nur einige zu nennen, mit Einzelauftritten der inzwischen als Autoperforationsartisten zu Ruhm gekommenen Dresdner ‚kalibrigen Tlaente‘ (Christoph Tannert) Micha Brendel, Rainer Görß, Else Gabriel reihte sich die von Frank Stein (‚Longest‘) geführte Einrichtung in das Seismographennetz für heimatliche Kunst.“

## Kuratierte und organisierte Ausstellungen (Auswahl)
- 1983 – Helge Leiberg, Grafik
- 1984 – Joseph W. Huber, Wir sind doch keine Affen
- 1985 – Gundula Schulze, Aktfotografien – Rainer Görß, Michael Brendel, Lustschutz – Kurt Buchwald, Transportversuche – Tina Bara, Jens Rötzsch, Farbfotografien aus dem Rayon Ivanovo
- 1986 – Else Gabriel, One Way, Schwarzschild – Kalte Anschläge – Maria Sewcz, Michael Scheffer, Peter Oehlmann, Jörg Knöfel
- 1987 – Frank Herrmann, Grafik, Fotografie, Übermalungen
- 1988 – Bertram Kober, Farbfotografien – Florian Merkel, Fotografien, Fotografische Selbstporträts – Claus Bach, Fotografien
- 1989 – Bernd Lasdin, So sind wir – Jürgen Hohmuth, Bilder einer Deutschen Welt – Harf Zimmermann, Hufelandstr. – Hans Scheuerecker, Michael Wirkner, Klaus Zylla, Köpfe
- 1990 – Matthias Hoch, Bahnhöfe – Tobias Buddensieg, LKW als Camera Obscura
- 1991 – Harald Hauswald, Irgendwo zwischen gestern und heute – Olaf Martens, Tagträume – Helge Leiberg, Exposition
- 1992 – A. R. Penck, Künstlerbücher, Annegret Soltau, Kopfgefühl und Körperdenken
- 1993 – Berlin Video – Videokunst von den Anfängen bis zur Gegenwart, Miron Zownir, New York’s Finest
- 1994 – Nat Finkelstein, Merry Monster, Klaus Elle, Suche
- 1995 – Martin Zeller, Max Baumann – Wahrnehmung, Kain Karawahn, Entzündungen, Robert Lebeck, Porträts
- 1996 – „Ars Baltica – Triennale der Photokunst“
- 1997 – Tina Bara, quartier
- 1998 – Positionen I – Positionen zur Farbfotografie I
- 1999 – Positionen zur Farbfotografie II – Das Menschenbild, Kleine Welten – Fotografien und Video
- 2000 – Positionen der Farbfotografie III – Abstraktion I, Wibke Leister, Zustandsberichte
- 2001 – Kein schöner Land – topografische Fotografien zwischen Virtualität und Idylle, Positionen der Farbfotografie IV – Abstraktion II
- 2002 – und ich? – Selbstbehauptungen zeitgenössischer Fotografen, Interieur – der schöne Schein
- 2003 – Tina Bara, fragile Porträts, Matthias Leupold, Fotoinszenierungen 1983-2001
- 2005 – Peter Freitag, Ebays
- 2006 – Reinhard Kühl, Grüße aus Berlin